# シロス＝エルムポリ
シロス＝エルムポリ（Σύρος - Ερμούπολη / Syros - Ermoúpoli）は、ギリシャ共和国南エーゲ地方のキクラデス諸島にある基礎自治体（ディモス）。シロス島・イアロス島などからなり、南エーゲの首府エルムポリを市域に含む。

## 地理

### 位置・広がり
シロス＝エルムポリ市はキクラデス諸島の北部に位置する。シロス島と、その西北にあるイアロス島、および小島嶼からなる。

### 主要な都市・集落
市域に含まれる人口1000人以上の都市・集落は以下の通り（2001年国勢調査時点）。
- エルムポリ（Ερμούπολη : エルムポリ地区） - 11,799人
- ヴァリ（Βάρη : ポシドニア地区） - 1,187人
- アノ・シロス（英語版）（Άνω Σύρος : アノ・シロス地区） - 1,109人

最大の都市は、シロス島の東部にあるエルムポリである。
- エルムポリ
- アノ・シロス

## 行政区画

キクラデス諸島の自治体。1がシロス＝エルムポリ

### シロス県
シロス県（Περιφερειακή Ενότητα Σύρου）は、カリクラティス改革（2011年1月施行）にともない、広域自治体（ノモス）であった旧キクラデス県の県域を分割して設置された行政区（ペリフェリアキ・エノティタ）である。シロス県はシロス＝エルムポリ市1市のみから成る。

### 旧自治体（ディモティキ・エノティタ）
現在のシロス＝エルムポリ市（Δήμος Σύρου - Ερμούπολης）は、カリクラティス改革（2011年1月施行）にともない、3自治体が合併して発足した。旧自治体は、新自治体を構成する行政区（ディモティキ・エノティタ）となっている。
下表の番号は、下に掲げた「旧自治体」地図の番号に相当する。面積の単位はkm²、人口は2001年国勢調査時点。
|    | 旧自治体     | 綴り       | 政庁所在地        | 面積 | 人口   |
| -- | ------------ | ---------- | ----------------- | ---- | ------ |
| 1  | エルムポリ   | Ερμούπολη  | エルムポリ        | 11.3 | 13,400 |
| 4  | アノ・シロス | Άνω Σύρος  | アノ・シロス (en) | 67.0 | 3,376  |
| 16 | ポシドニア   | Ποσειδωνία | ポシドニア        | 23.7 | 3,006  |

- キクラデス県の旧自治体（2010年まで）
- シロス県／シロス＝エルムポリ市（2011年から）

- Διοικητική διαίρεση νομού Κυκλάδων - キクラデス県の自治体・集落一覧（1999年 - 2010年）